# Renia rufizona
Renia rufizona là một loài bướm đêm trong họ Noctuidae.